# Bitwa pod Beledweyne (2008)
Bitwa pod Beledweyne (2008) – starcie, które rozpoczęło się 1 lipca 2008 roku, od ataku bojowników Unii Trybunałów Islamskich na miasto Beledweyne, bronione przez garnizon żołnierzy z Etiopii.

## Geneza konfliktu
Na początku czerwca 2008 roku siły islamistów rozpoczęły zajmowanie całej centralnej części Somalii. 7 czerwca siły Asz-Szabaab przejęły kontrolę nad mieszczącym się na północny zachód od Mogadiszu rejonem Qansah-Dheere bez jakiegokolwiek oporu. Opanowanie tak znacznego obszaru było możliwe dzięki temu, że w tym rejonie brak było jakichkolwiek operujących sił etiopskich.
23 czerwca siły islamskie zdobyły miasto Bardale, jednoczenie okrążając miasto Baidoa oraz odcinając drogę do Dolo.
Następnego dnia siły islamistów przejęły całkowitą kontrolę nad miastem Bardhere bez jakiegokolwiek sprzeciwu, co było jednoznaczne z przejęciem na stronę UTI przez lokalny klan Marehan kontrolujący miasto. Po tym wydarzeniu, 28 czerwca, islamskie siły przejęły bez jednego wystrzału strategiczne miasto Beledweyne, po wycofaniu się lokalnego garnizonu Etiopii z tego obszaru.

## Bitwa
Walki rozpoczęły się 1 lipca 2008 roku, gdy islamscy bojownicy zaatakowali etiopski konwój z Guguriel, zmierzający w kierunku granicy somalijsko-etiopskiej.
Atak na konwój nastąpił w miejscowości Mataban. Po ataku straty po stronie wojsk etiopskich wyniosły 47 zabitych oraz dwóch wziętych do niewoli, natomiast siły islamistów straciły 35 bojowników. Trzy pojazdy wojsk etiopskich zostały zniszczone przez powstańców. Z wszystkich zabitych Etiopczyków jedenastu było starszymi oficerami. Było to poważne zwycięstwo islamistów nad wojskami Etiopii.
Po tym ataku etiopskie wojska wycofały się przez rzekę za granicę. W bitwie o Mataban potwierdzono, że wśród ofiar cywilnych było jedno dziecko.
3 lipca etiopskie wojska rozpoczęły kontruderzenie z pozycji nadgranicznych, mające na celu ponowne przejęcie miasta Beledweyne. Kolumna składająca się m.in. z czołgów i artylerii skierowała się na południowy wschód od osady Ferfer i starła się z siłami UTI stacjonującymi w Elgal, górzystych północno-zachodnich obrzeżach Beledweyn. W ciągu dnia wojska Etiopii przeprowadziły zmasowany atak na Jandkundisho, przedmieście Beledweyn, jednocześnie okopując się na wzgórzach otaczających Beledweyne.
Bitwa rozgorzała na nowo 5 lipca, kiedy siły islamistów i Etiopii starły się we wsi leżącej pomiędzy Ferfer i Beledweyn, czyli Bur-Gabo.
Sheikh Abdirahim Isse ogłosił, że islamistyczne siły zwyciężyły, niszcząc 4 pojazdy wojskowe i powodując „ogromne straty” wśród etiopskich żołnierzy.
6 lipca mieszkańcy miasta Beledweyn uciekli ze swoich domostw po tym, jak etiopska armia rozpoczęła przegrupowanie sił w Jandkundisho, mających na celu atak na centrum Beledweyn.
Dopiero 24 lipca oddziały Etiopii podjęły szturm na miasto. Siedmiu cywilów zginęło, a 12 innych zostało rannych po tym jak pociski artyleryjskie spadły na tereny mieszkalne. Kolejnych siedmiu cywili zostało zastrzelonych w pobliżu mostu po tym, jak otworzyli ogień do żołnierzy etiopskich, którzy odpowiedzieli ogniem. Jeszcze dwie osoby cywilne zginęły później w wyniku bombardowania. Pod koniec nocy większość miasta była wpadła w ręce Etiopii. Jednocześnie siły UTI przegrupowały się w celu kontrataku. Podczas pierwszego dnia walk 16 osób cywilnych straciło życie.
Rano 25 lipca islamiści próbowali odzyskać kontrolę nad miastem, przepuszczając agresywne ataki na wojska etiopskie. Podczas walk życie straciło co najmniej 12 osób, w tym trzech cywilów, którzy zginęli w wyniku ataku artylerii na zachodnią część Beledweyne. Wśród zmarłych było co najmniej trzech żołnierzy etiopskich oraz czterech bojowników islamskich. W sumie podczas dwóch dni walk liczba zabitych wyniosła 28 osób. Walki uliczne ostatecznie zamarły wraz z końcem dnia.
Podczas kolejnych dni islamscy bojownicy rozpoczęli masowe ataki na wojska Etiopii stacjonujące w Beledweyne. Wykorzystując wsparcie artyleryjskie, udało się im przejąć strategiczny most znajdujący się w centralnej części miasta.

## Okupacja miasta
Po zwycięstwie wojsk Etiopii, nastąpił zastój w walkach, przez następne trzy tygodnie, aż do 16 sierpnia, kiedy rebelianci zaatakowali wojska Etiopii będące w mieście. W wyniku walk zginęło czterech etiopskich żołnierzy oraz dziewięciu cywilów. Walki odnowiły się 11 września 2008 roku, wśród ofiar był jeden żołnierz etiopski oraz trzy osoby cywilne.

## Koniec walk
Pod koniec listopada, w ramach porozumienia z islamistami, etiopskie wojska ostatecznie wycofały się z miasta i wróciły do Etiopii.